# Parlamentswahl in Neuseeland 2023
- Labour: 34
- Green: 15
- Māori: 6
- NZ First: 8
- ACT: 11
- National: 48

Die Parlamentswahl in Neuseeland 2023 fand am 14. Oktober 2023 statt.

## Wahlrecht
Das Repräsentantenhaus wird nach einem personalisierten Verhältniswahlrecht gewählt: Jeder Wähler hat zwei Stimmen. In den 72 Wahlkreisen wird jeweils ein Abgeordneter per Mehrheitswahl gewählt. Die restlichen 48 Listenmandate werden so verteilt, dass das Mandatsverhältnis dem Parteienstimmenverhältnis entspricht, wobei jedoch nur Parteien berücksichtigt werden, die über 5 Prozent der gültigen Stimmen (Sperrklausel) oder ein Wahlkreismandat bekommen haben. Erhält eine Partei mehr Direktmandate, als ihr nach dem Anteil der Parteistimmen zustehen würden, wird das Parlament durch Überhangmandate vergrößert.

## Ausgangslage
Bei der Wahl 2020 wurde die New Zealand National Party als Regierungspartei von der New Zealand Labour Party als stärkste Partei abgelöst. Die Green Party und die ACT New Zealand Party gewannen jeweils 10 Sitze im Parlament.
Folgende Parteien waren vor der Wahl im Repräsentantenhaus vertreten:
| Name | Name        | Ausrichtung                     | Sitze 2020 |
| ---- | ----------- | ------------------------------- | ---------- |
|      | Labour      | Sozialdemokratie                | 65         |
|      | National    | Konservatismus, Liberalismus    | 33         |
|      | Green       | Grüne Politik, Sozialdemokratie | 10         |
|      | ACT         | Rechter Libertarismus           | 10         |
|      | Māori Party | Minderheiten                    | 2          |
|      | NZ First    | Nationalismus, Rechtspopulismus | 0          |

## Wahl
Die Wähler werden 120 Mitglieder in das Einkammer-Repräsentantenhaus Neuseelands im Rahmen des gemischten Verhältniswahlsystems (MMP) wählen, einem Verhältniswahlsystem, bei dem 72 Mitglieder aus Einzelwählern und 48 Mitglieder aus geschlossenen Parteilisten gewählt werden.

## Umfragen

Umfragen für die Parlamentswahl 2023 in Neuseeland

### Spitzenkandidaten

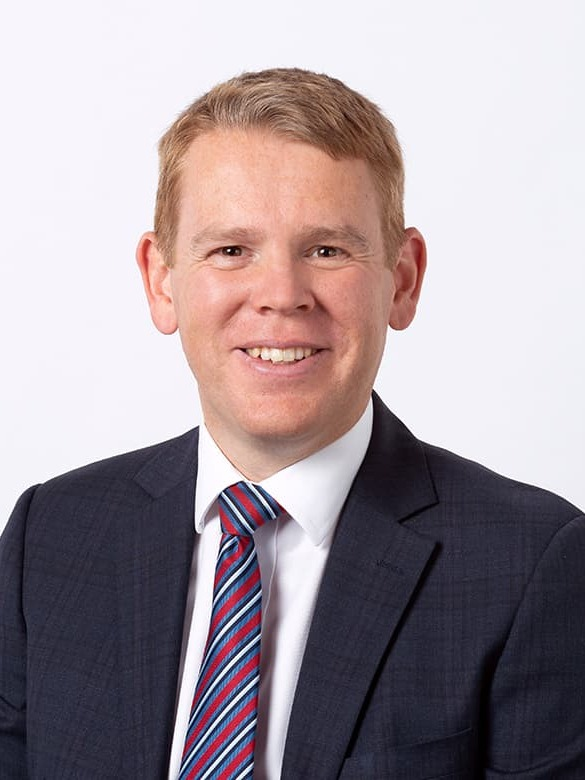
Chris Hipkins (Labour)
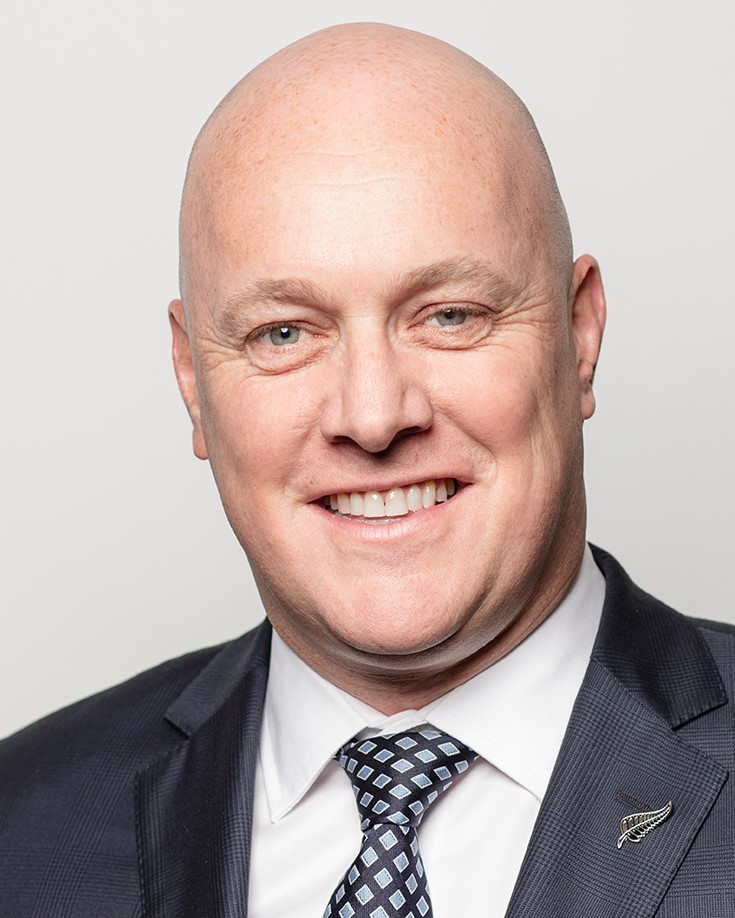
Christopher Luxon (National)
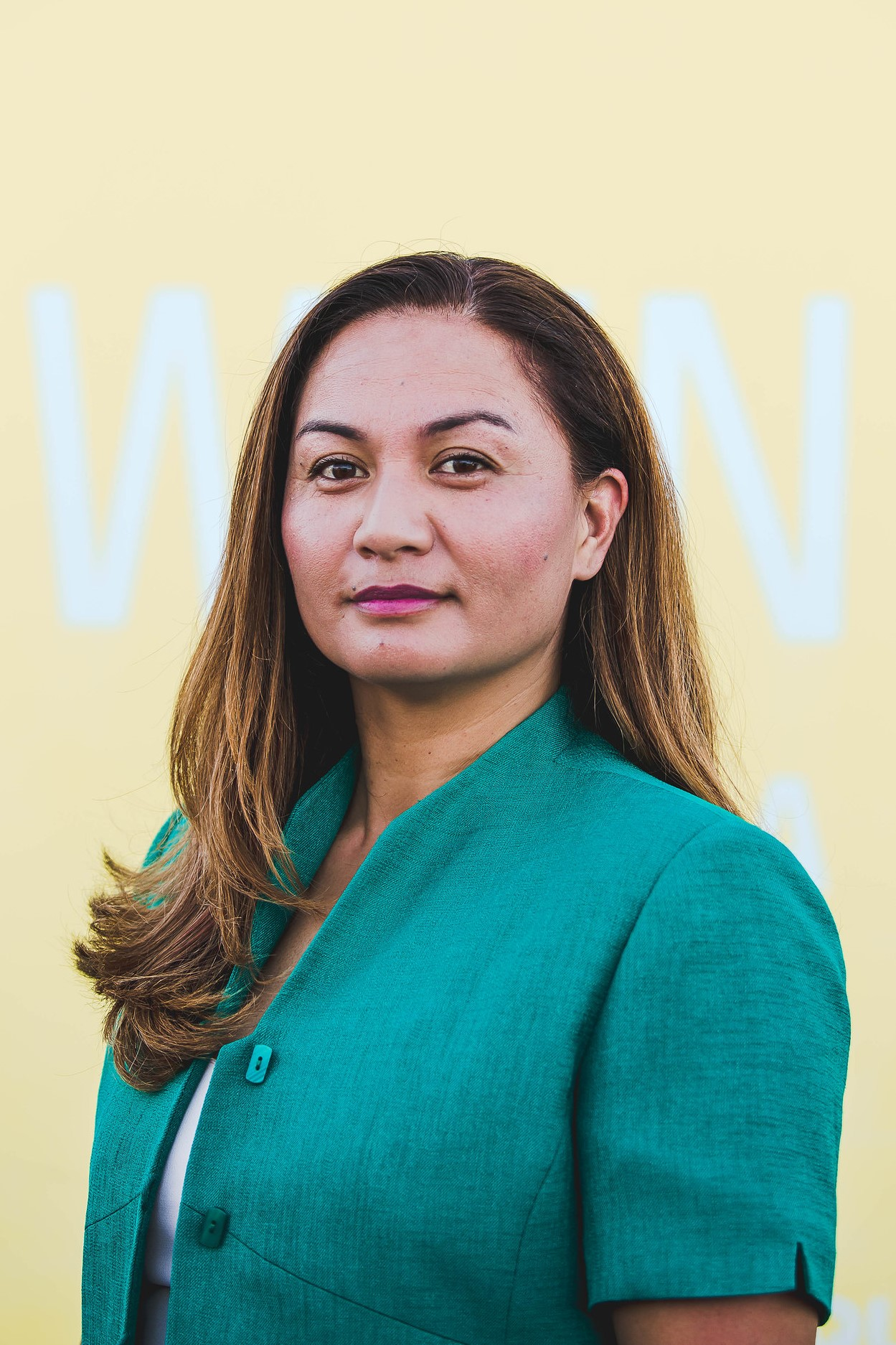
Marama Davidson (Green)
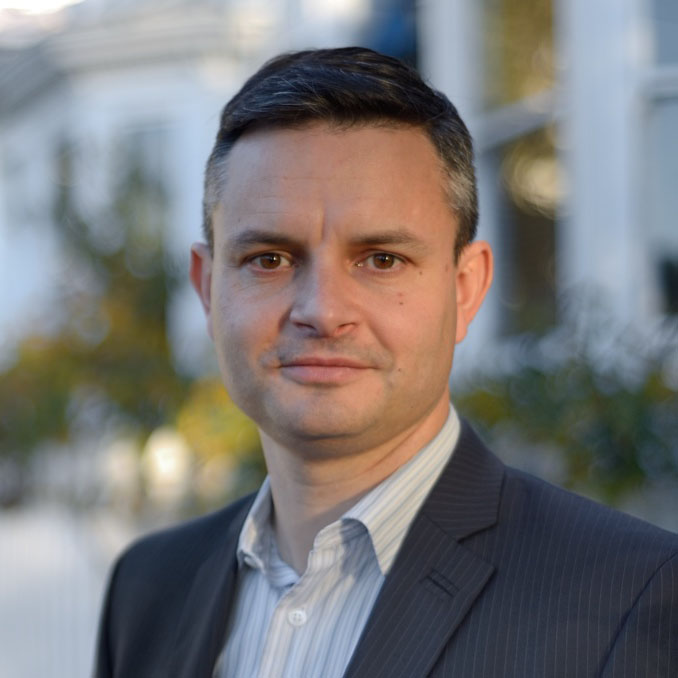
James Shaw (Green)
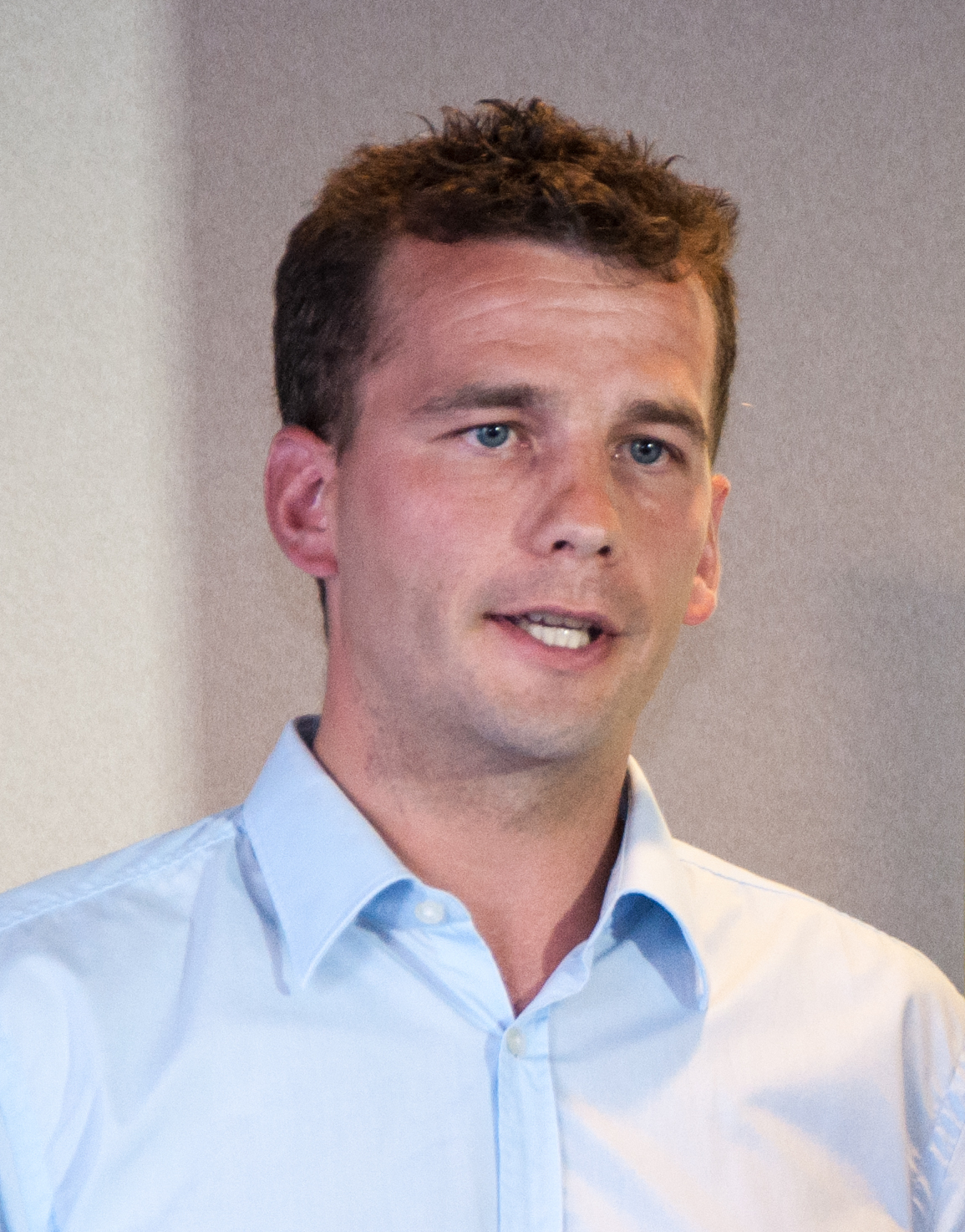
David Seymour (ACT)
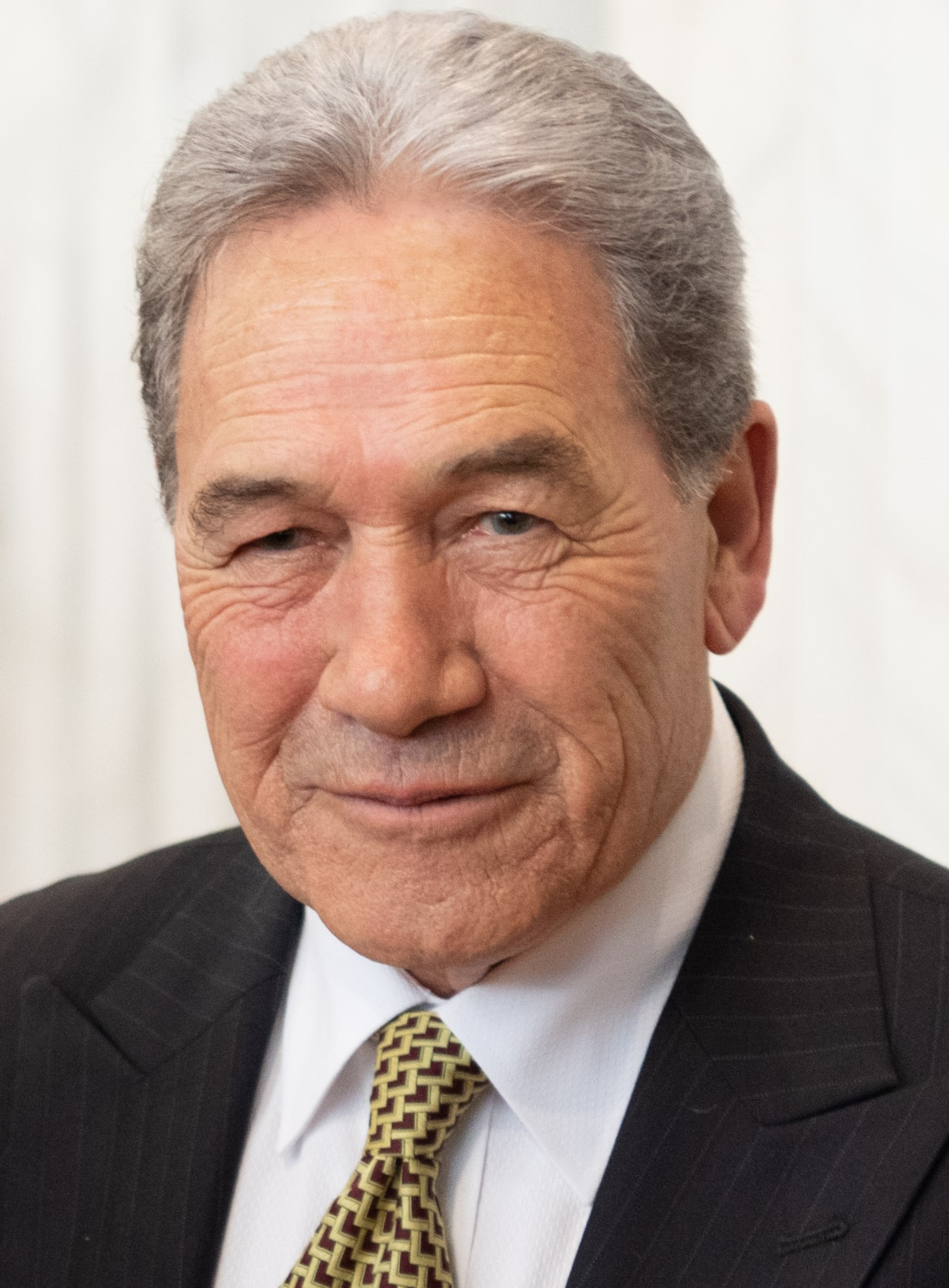
Winston Peters (NZ First)

## Wahlergebnis

Kartografische Darstellung

| Parlamentswahl in Neuseeland 2023 | Parlamentswahl in Neuseeland 2023 | Parlamentswahl in Neuseeland 2023 | Parlamentswahl in Neuseeland 2023 | Parlamentswahl in Neuseeland 2023 | Parlamentswahl in Neuseeland 2023 | Parlamentswahl in Neuseeland 2023 | Parlamentswahl in Neuseeland 2023 | Parlamentswahl in Neuseeland 2023 | Parlamentswahl in Neuseeland 2023 | Parlamentswahl in Neuseeland 2023 | Parlamentswahl in Neuseeland 2023 | Parlamentswahl in Neuseeland 2023 | Parlamentswahl in Neuseeland 2023 |
| Insgesamt 122 Sitze               | Insgesamt 122 Sitze               | Insgesamt 122 Sitze               | Insgesamt 122 Sitze               | Insgesamt 122 Sitze               | Insgesamt 122 Sitze               | Insgesamt 122 Sitze               | Insgesamt 122 Sitze               | Insgesamt 122 Sitze               | Insgesamt 122 Sitze               | Insgesamt 122 Sitze               | Insgesamt 122 Sitze               | Insgesamt 122 Sitze               | Insgesamt 122 Sitze               |
| Partei                            | Partei                            | Listenmandate                     | Listenmandate                     | Listenmandate                     | Listenmandate                     | Listenmandate                     | Direktmandate                     | Direktmandate                     | Direktmandate                     | Direktmandate                     | Direktmandate                     | Gesamt- mandate                   | +/−                               |
| Partei                            | Partei                            | Stimmen                           | in %                              | +/−                               | Mandate                           | +/−                               | Stimmen                           | in %                              | +/−                               | Mandate                           | +/−                               | Gesamt- mandate                   | +/−                               |
| --------------------------------- | --------------------------------- | --------------------------------- | --------------------------------- | --------------------------------- | --------------------------------- | --------------------------------- | --------------------------------- | --------------------------------- | --------------------------------- | --------------------------------- | --------------------------------- | --------------------------------- | --------------------------------- |
|                                   | National Party                    | 1.085.016                         | 38,06                             | ▲12,48                            | 5                                 | ▼5                                | 1.191.199                         | 43,45                             | ▲9,32                             | 43                                | ▲20                               | 48                                | ▲15                               |
|                                   | Labour Party                      | 767.236                           | 26,91                             | ▼23,10                            | 17                                | ▼2                                | 856.178                           | 31,23                             | ▼16,84                            | 17                                | ▼29                               | 34                                | ▼31                               |
|                                   | Green Party                       | 330.883                           | 11,60                             | ▲3,74                             | 12                                | ▲3                                | 226.530                           | 8,26                              | ▲2,52                             | 3                                 | ▲2                                | 15                                | ▲5                                |
|                                   | ACT                               | 246.409                           | 8,64                              | ▲1,05                             | 9                                 | ▬                                 | 149.471                           | 5,45                              | ▲1,99                             | 2                                 | ▲1                                | 11                                | ▲1                                |
|                                   | New Zealand First                 | 173.425                           | 6,08                              | ▲3,48                             | 8                                 | ▲8                                | 76.737                            | 2,80                              | ▲1,73                             | 0                                 | ▬                                 | 8                                 | ▲8                                |
|                                   | Māori Party                       | 87.973                            | 3,08                              | ▲1,91                             | 0                                 | ▼1                                | 106.589                           | 3,89                              | ▲1,73                             | 6                                 | ▲5                                | 6                                 | ▲4                                |
|                                   | The Opportunities Party           | 63.330                            | 2,22                              | ▲0,71                             | 0                                 | ▬                                 | 27.977                            | 1,02                              | ▲0,13                             | 0                                 | ▬                                 | 0                                 | ▬                                 |
|                                   | New Zealand Loyal                 | 34.456                            | 1,20                              | Neu                               | 0                                 | Neu                               | 32.238                            | 1,18                              | Neu                               | 0                                 | Neu                               | 0                                 | Neu                               |
|                                   | Sonstige (unter 1 %)              | 61.709                            | 2,21                              |                                   | 0                                 | ▬                                 | 74.530                            | 2,72                              |                                   | 0                                 | ▬                                 | 0                                 | ▬                                 |
| Gesamt                            | Gesamt                            | 2.850.527                         | 100,00                            | ▬                                 | 51                                | ▲3                                | 2.741.449                         | 100,00                            | ▬                                 | 71                                | ▼1                                | 122                               | ▲2                                |

## Nach der Wahl
Die Wahl im Wahlkreis Port Waikato wurde abgesagt, weil der neuseeländische ACT-Kandidat während der allgemeinen Wahlperiode verstarb. Am 25. November 2023 fand eine Nachwahl zur Besetzung dieses Mandats statt. Andrew Bayly wurde zum Abgeordneten gewählt und wechselte von einem Listenmandat zu einem Direktmandat. Dies ermöglichte es der National Party, ein zusätzliches Listenmandat zu gewinnen, wobei Nancy Lu zusätzlich zu den 122 bereits gewählten Abgeordneten die 123. Abgeordnete wurde.
| Sitzverteilung seit dem 25. November 2023 |                               |
| Insgesamt 123 Sitze                       |                               |
| Māori Party 6 Green 15 Labour 34          | NZ First 8 National 49 ACT 11 |